# Люмьер (кинопремия, 2012)
17-я церемония вручения наград премии «Люмьер» за заслуги в области французского кинематографа за 2011 год состоялась 13 января 2012 года.

## Список лауреатов
Победители выделены жирным.
| Лучший фильм | Лучший режиссёр |
| --- | --- |
| Артист (фильм) - Гавр - Управление государством - 1+1 - Дом терпимости | Майвенн — Палиция - Аки Каурисмяки — Гавр - Мишель Хазанавичус — Артист - Бертран Бонелло — Дом терпимости - Пьер Шоллер — Управление государством                                                         |
| Лучший актёр | Лучшая актриса |
| Омар Си — 1+1 - Андре Вильм — Гавр - Оливье Гурме — Управление государством - JoeyStarr — Палиция - Жан Дюжарден — Артист                                                                          | Беренис Бежо — Артист - Катрин Денёв — Возлюбленные - Карин Виар — Палиция - Кьяра Мастроянни — Возлюбленные - Марина Фоис — Палиция - Валери Донзелли — Я объявляю войну - Клотильда Эсме — Анжель и Тони |
| Многообещающему актёру | Многообещающей актрисе |
| Дени Меноше — Родные - Гийом Гуи — Джимми Ривье - Грегори Гадебуа — Анжель и Тони - Рафаэль Феррет — Предполагаемые виновные - Махмуд Шалаби — Свободные люди                                      | Адель Анель, Селин Саллетт & Алис Барноль — Дом терпимости - Анамария Вартоломей — Моя маленькая принцесса - Зои Херан — Сорванец                                                                          |
| Лучший сценарий | Лучший фильм на французском языке |
| Снега Килиманджаро — Жан-Луи Милези и Робер Гедигян - Управление государством — Пьер Шоллер - Палиция — Эмманюэль Берко и Майвенн - Дом терпимости — Бертран Бонелло - Артист — Мишель Хазанавичус | Пожары - Мальчик с велосипедом - Гиганты - Кёрлинг - И куда мы теперь? |
| Лучшая операторская работа | Почётная премия «Люмьер» |
| Пьер Аим — Палиция | Франсис Вебер |